# Max von Oppenheim
Max Freiherr von Oppenheim (* 15. Juli 1860 in Köln; † 15. November 1946 in Landshut) war ein deutscher Orientalist und auf Vorderasien spezialisierter Archäologe, Panislamist, zudem übte er diplomatische Tätigkeiten aus. 1899 entdeckte er den Siedlungshügel Tell Halaf und führte dort bis 1929 Ausgrabungen durch. Er brachte zahlreiche seiner Funde nach Berlin und stellte sie dort in einem privaten Museum aus, das bei den alliierten Luftangriffen auf Berlin zerstört wurde. Die meisten dieser Funde wurden jedoch nach der Wende restauriert und in Ausstellungen in Berlin und Bonn gezeigt.

## Leben
Max Oppenheim, ab 1867 von Oppenheim, war das zweite Kind von Paula Engels und Albert Oppenheim, einem persönlich haftenden Gesellschafter der Kölner Privatbank Sal. Oppenheim und Mitglied der Familie Oppenheim.

### Ausbildung
Auf Wunsch des Vaters studierte er ab 1879 Rechtswissenschaften an der Universität Straßburg, wo er 1880 dem Corps Palatia Straßburg beitrat. Nach dem Referendarexamen in Köln wurde er 1883 in Göttingen zum Dr. jur. promoviert. 1891 folgte das Assessorexamen in Köln.

### Forschungsreisen und Beruf

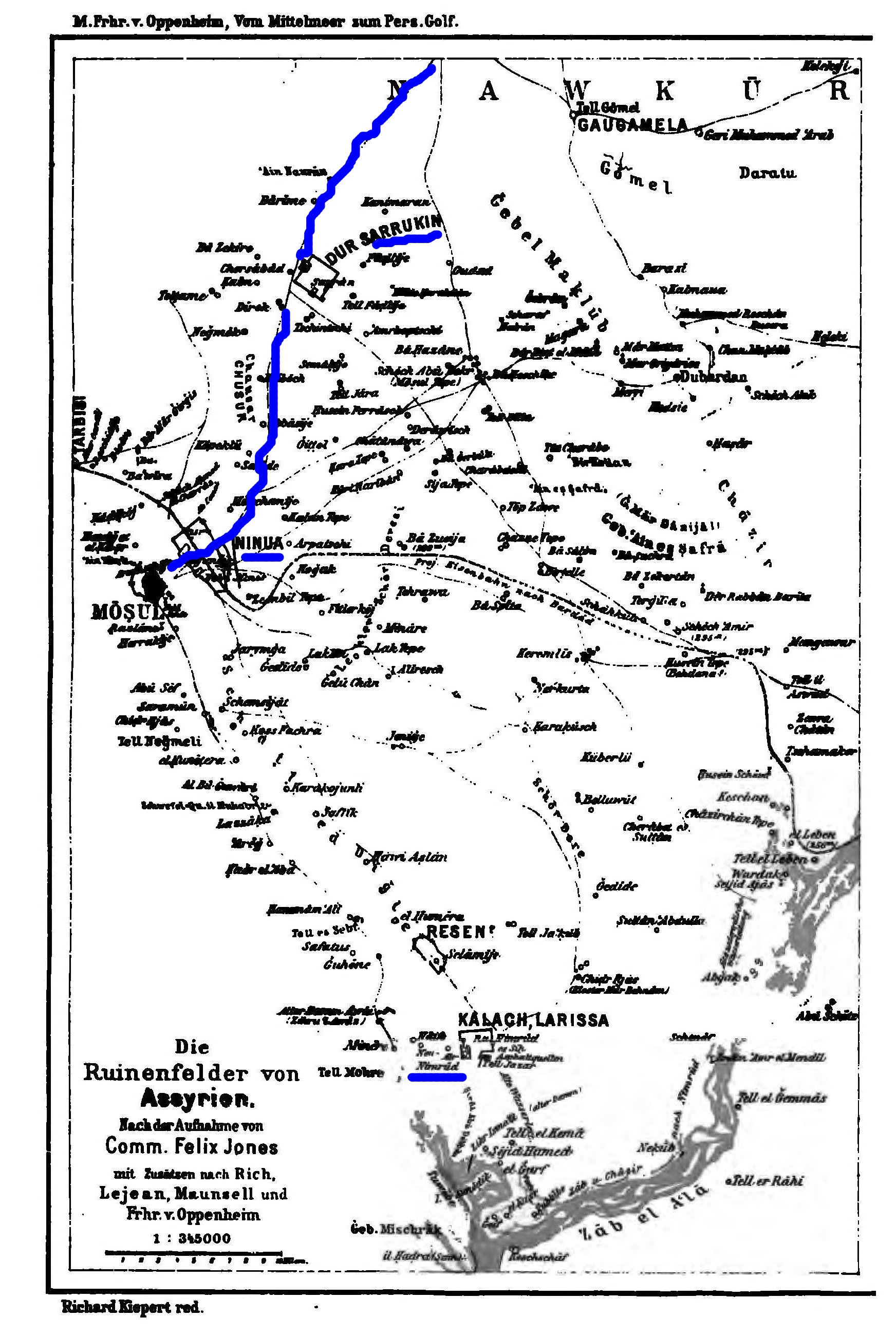
Die Ruinenfelder von Assyrien, aus: Vom Mittelmeer zum persischen Golf (1900)

Im folgenden Jahr unternahm er, finanziert vom Vater, eine große Forschungsreise in den Nahen Osten, die mit einem mehrmonatigen Aufenthalt in Kairo begann, wo er die arabische Sprache lernte. Sein Berufsziel war ein diplomatischer Posten im Orient. Adlige Herkunft, juristische Ausbildung, Sprachkenntnisse, Weltgewandtheit und wirtschaftliche Unabhängigkeit empfahlen ihn dafür. Er hatte jedoch den Antisemitismus im Auswärtigen Amt unterschätzt. Seine Bewerbung wurde mit Verweis auf seine jüdische Herkunft wiederholt abgelehnt. Erst die Intervention einflussreicher Freunde führte schließlich zur Aufnahme Oppenheims in den konsularischen Dienst, der allerdings als zweitrangig angesehen wurde. Die Zeitspanne 1896 bis 1909 verbrachte Oppenheim als Mitarbeiter des Kaiserlichen Generalkonsulats in Kairo, dem er zugeteilt war. Zuerst war er Attaché, 1900 wurde er zum Legationsrat ernannt. Er hatte keine spezielle Aufgabe am Generalkonsulat, daher konnte er unter anderem diverse Forschungsreisen nach Ostafrika und in den Nahen Osten unternehmen, wobei er zeitweise diplomatische Funktionen wahrnahm. Auf seinen Forschungsreisen war er häufig Beduinen begegnet, deren „Freiheitsgefühl, Gastfreundschaft und archaisches Verständnis männlicher Tugenden“ ihn begeisterten. Damals begann er mit der wissenschaftlichen Erforschung ihrer Lebensweise, die ihn zu Erkenntnissen führen sollte, die bis heute gültig sind. Sein Leben in Kairo war geprägt von der Annäherung an Sitten und Gebräuche der arabischen Kultur. Er knüpfte viele persönliche Beziehungen und hatte etliche arabische Frauen auf Zeit. Außerdem knüpfte er Kontakte zu mehreren arabischen Stammesführern. Kaiser Wilhelm II. führte später auf Anregung von Oppenheims eine Reise in den Orient durch.

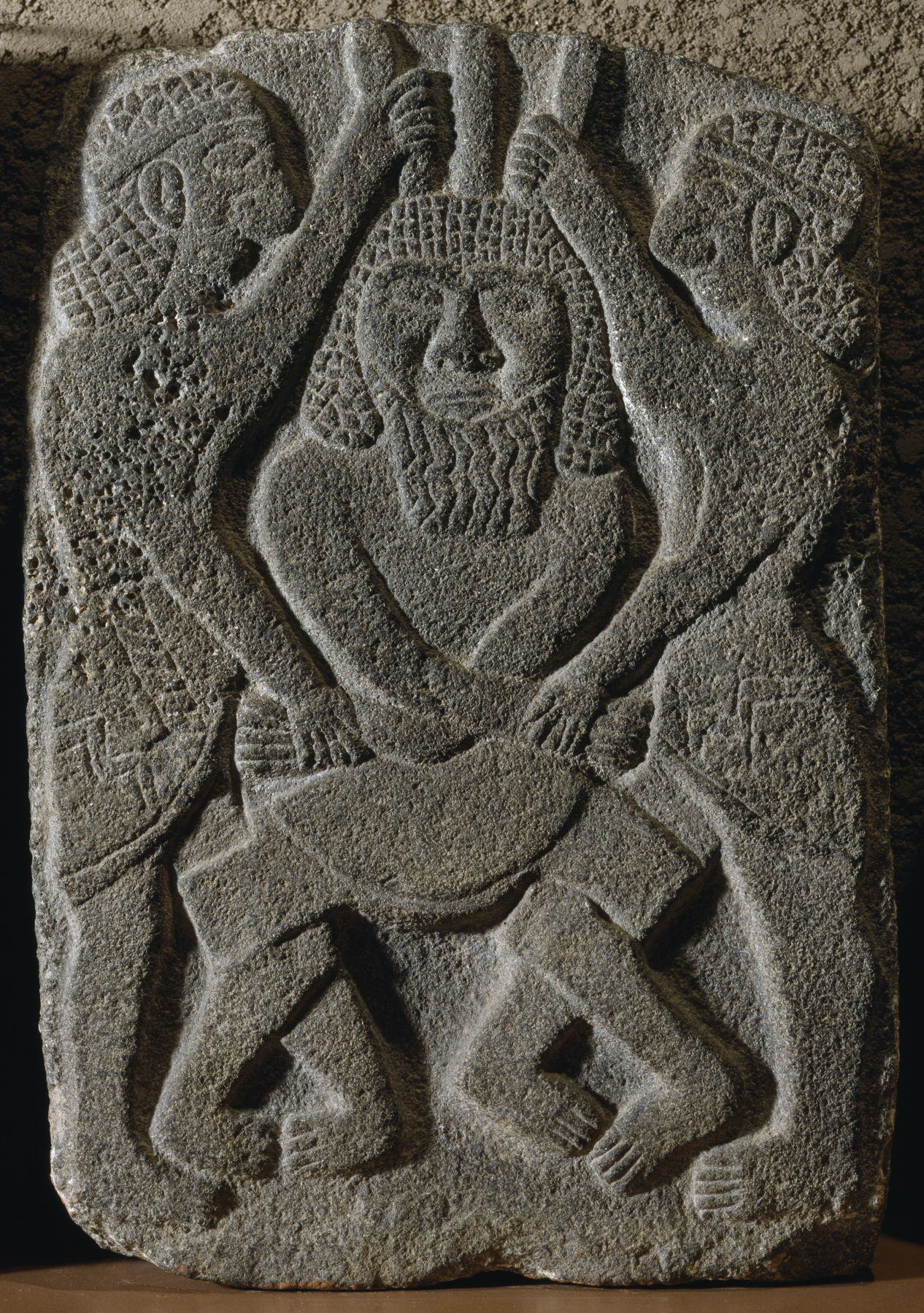
Relief mit zwei Helden aus Tell Halaf

Zwischenzeitlich machte sich von Oppenheim mit dem Streben des Panislamismus vertraut, der besagte, dass sämtliche auch in Europa oder den USA ansässigen Muslime nach wie vor Untertanen des osmanischen Sultans sein sollten. Später traf er sich mit Sultan Abdülhamid II., wo dies unter anderem thematisiert wurde. Daraus folgerte von Oppenheim einen enormen Nutzen für Deutschland, wenn sämtliche europäischen Muslime einem eng mit Deutschland befreundeten Staate unterstehen, besonders hinsichtlich der anwachsenden muslimischen Bevölkerungszahl in Frankreich und England, den Konkurrenten Deutschlands um die europäische Vorherrschaft. Bis 1910 war er Ministerresident in Kairo. Danach quittierte er seinen Dienst, da er im diplomatischen Dienst nicht weiterkam.

### Tell Halaf
Im November 1899 entdeckte Oppenheim den Siedlungshügel Tell Halaf, der wegen der nach ihm benannten prähistorischen Halaf-Kultur sowie der hier entdeckten aramäisch-neuassyrischen Stadt Guzana Bedeutung erhalten sollte. Die Funde aus der frühen Eisenzeit, darunter einige monumentale Skulpturen, machten Oppenheim zu einer Berühmtheit unter den deutschen Amateurarchäologen. Von 1910 bis 1913 leitete er die Ausgrabungen und setzte sie nach dem Krieg 1927 und 1929 fort. Mit der damaligen französischen Mandatsregierung von Syrien handelte Oppenheim schließlich eine Fundteilung aus. Eine Hälfte der Kunstwerke wurde in einem von ihm gegründeten Museum in Aleppo präsentiert, die andere Hälfte brachte er nach Berlin. Da das dortige Pergamon-Museum sich außerstande sah, die Statuen adäquat auszustellen, richtete Oppenheim 1930 in einer umgebauten Maschinenhalle der Berliner Universität das private Tell-Halaf-Museum ein. Bei einem Bombenangriff im Jahr 1943 wurde das Museum und Oppenheims Sammlung weitgehend zerstört. Die von dem Bombenangriff vorerst unversehrt gebliebenen Basaltfiguren zersprangen bei dem Löscheinsatz der Feuerwehr.

### Erster Weltkrieg

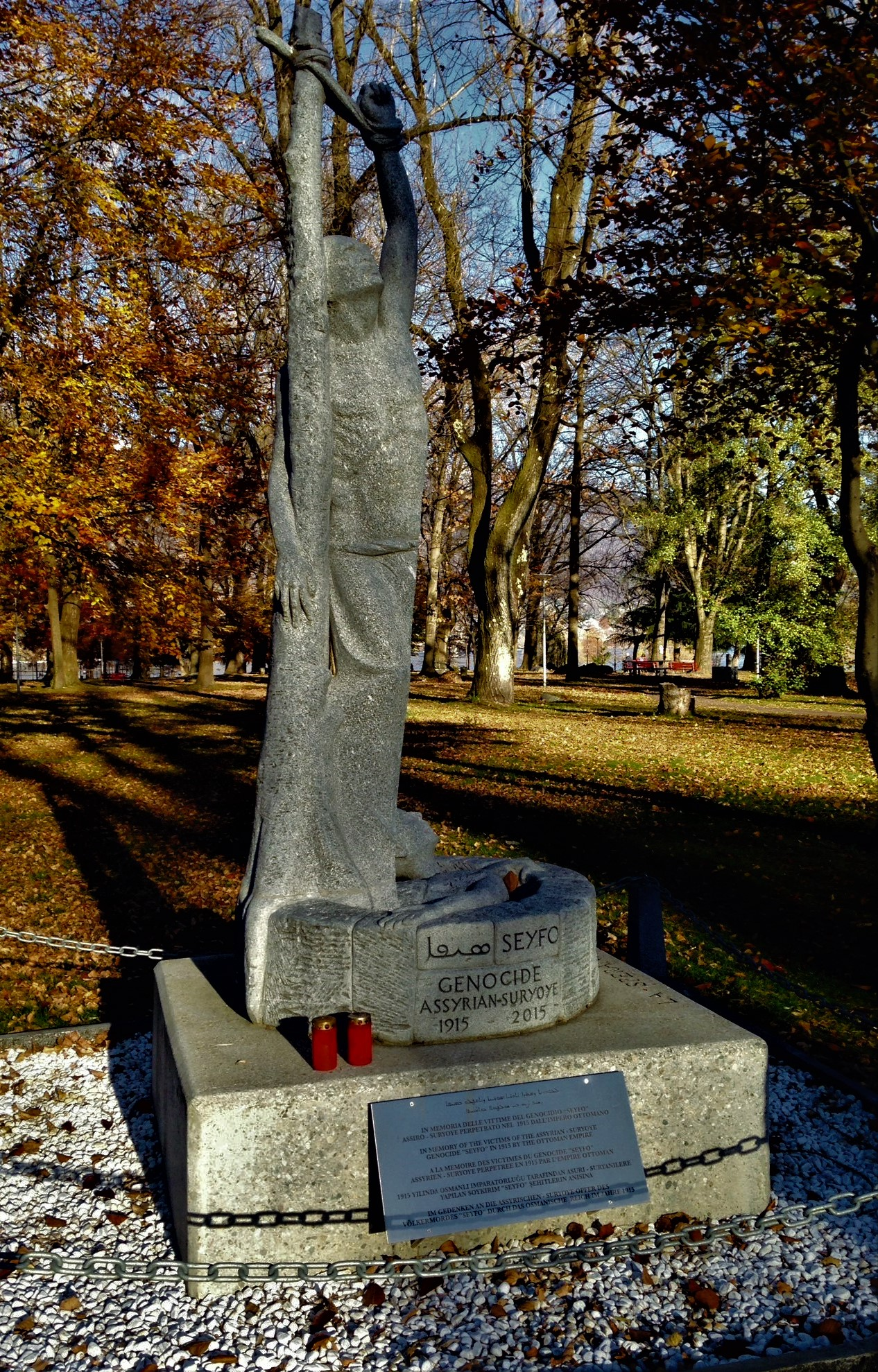
Denkmal zum Gedenken an den Völkermord von 1915 an den Assyrern im Friedenspark am Ufer des Lago Maggiore im schweizerischen Locarno

Während des Ersten Weltkrieges war er im Auswärtigen Amt in Berlin, wo er die Nachrichtenstelle für den Orient gründete, und in der deutschen Botschaft in Konstantinopel tätig. Er suchte während des Kriegs die muslimischen Bevölkerung des Nahen Ostens gegen Großbritannien zu mobilisieren und kann somit beinahe als deutsches Gegenstück sowohl zu Lawrence von Arabien als auch zu Gertrude Bell gesehen werden; seine Aktivitäten im Interesse eines Glaubenskriegs gegen die Kolonialherren trugen ihm auf arabischer Seite den Beinamen Abu Djihat ein. Das Auswärtige Amt unterstützte die vom Stellvertretenden Generalstab des kaiserlichen Heeres vorangetriebene Insurrektionsstrategie zur Inszenierung „islamischer Revolten“ im kolonialen Hinterland der Kriegsgegner des Deutschen Reiches. In dieser Mission war von Oppenheim auch an der Gründung der deutschen Propagandazeitung El Dschihad beteiligt. Der geistige Vater dieses doppelten Konzepts, des Krieges erstens durch Truppen an der Front und zweitens durch völkisches Aufbegehren „in der Tiefe“, war von Oppenheim. Diese von Max von Oppenheim entwickelte Strategie hatte fatale Konsequenzen für die folgenden drei christlichen Minderheiten des Osmanischen Reiches: Pontosgriechen, Armenier und Assyrer (auch bekannt als Aramäer oder Chaldäer). Im Schatten des Ersten Weltkrieges verübte das Osmanische Reich einen Völkermord gegenüber den christlichen Minderheiten und den Jesiden.

### Letzte Jahre

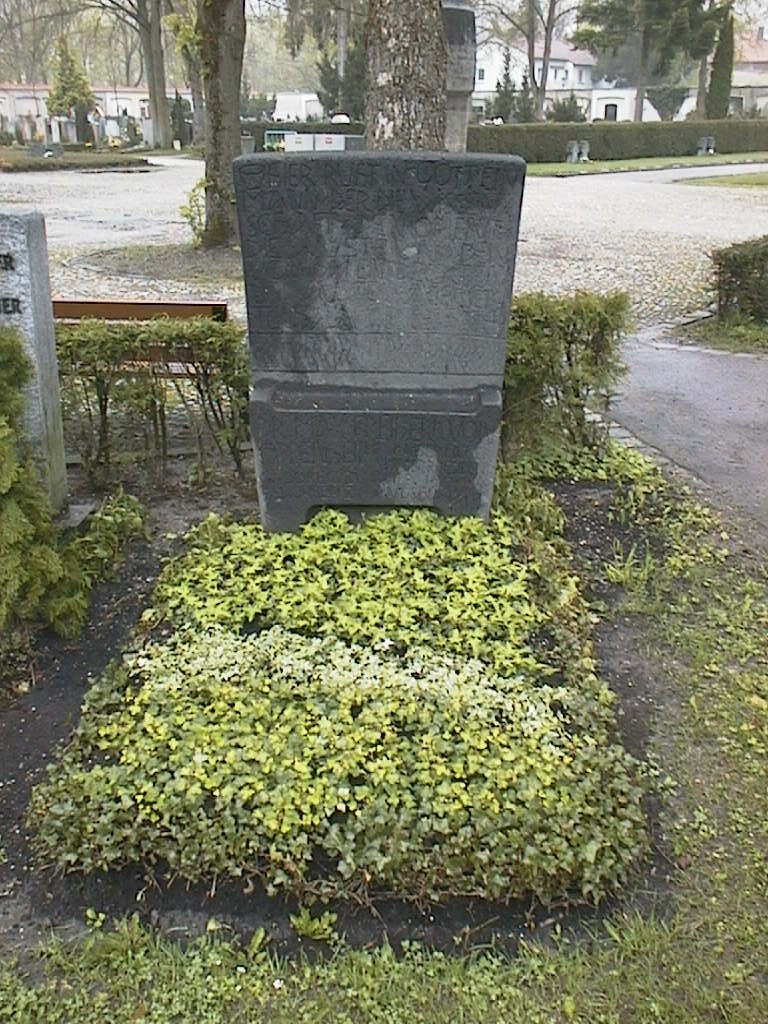
Grab von Max von Oppenheim in Landshut

Die nationalsozialistische Machtübernahme stellte für Oppenheimer einen tiefen Einschnitt dar, als Halbjude musste er um Wohl und Leben fürchten. Es existieren kaum Zeugnisse seines Lebens zwischen 1933 und 1938. Man weiß, dass er den Terror teils ignorierte und verdrängte, teils herunterspielte und teilweise auch zu ignorieren versuchte. Sogar Anstrengungen, sich mit den Machthabern einzulassen, sind bekannt. Die Brandschatzung der Kölner Synagoge in der Reichspogromnacht kann er nicht ignoriert haben, lag sie doch direkt neben seinem Elternhaus.
1939 unternahm er eine letzte Reise nach Syrien, was die Franzosen vor Ort verhinderten. Wohl um seinen eigenen Ruhm zu retten, verfasste er am 25. Juli 1940 eine Denkschrift an Theodor Habicht zur Unterstützung des NS-Vormarsches in Nordafrika. Er hatte im Ersten Weltkrieg große Hoffnungen auf eine prodeutsche Revolutionierung von gläubigen Muslimen mittels der Religion durch einen Dschihad gesetzt. Jetzt erwähnte er in der Denkschrift mit keinem Wort mehr den Islam als Hebel für eine abermalige deutsche Einflussnahme.
Den Holocaust und den Zweiten Weltkrieg überlebte er in Berlin, obwohl er – wenn auch katholisch getauft – als sogenannter „Halbjude“ galt. Ein alliierter Luftangriff auf Berlin zerstörte 1943 seine Wohnung in Berlin sowie große Teile seiner Bücher- und Kunstsammlung. Er zog nach Dresden, wo er die Luftangriffe im Februar 1945 überlebte. Nach dem Verlust seines ganzen Besitzes zog er nach Schloss Ammerland in Bayern und wohnte dort bei seiner Schwester Wanda von Pocci. Zum Schluss arbeitete er an seinen Lebenserinnerungen. Er verstarb 1946 an einer Lungenentzündung in Landshut und liegt dort begraben. In Landshut ist der Max-von-Oppenheim-Weg nach ihm benannt.
Der textgebundene Nachlass Max von Oppenheims und seine Fotosammlung befinden sich im Hausarchiv des Bankhauses Sal. Oppenheim jr. & Cie. in Köln. Eigentümerin des Archivs ist die 1929 von ihrem Namensgeber gegründete Max Freiherr von Oppenheim-Stiftung. Die Fotosammlung ist, auch online, über Stichworte erschlossen.
Ein Teilnachlass von Max Freiherr von Oppenheim wird zudem im Hausarchiv Schloss Vollrads im Rheingau verwahrt. Dieser Teil seines Aktennachlasses kam in die Hände seiner Schwester, Clara Gräfin Matuschka-Greiffenclau (1870–1959), geborene Oppenheim, und wurde von dieser in das Hausarchiv Schloss Vollrads eingegliedert. Der Teilnachlass wurde 2019 im Hessischen Hauptstaatsarchiv Wiesbaden erschlossen und kann recherchiert werden unter der Bestandsnummer Abt. 128/7 im Archivinformationssystem Hessen.

## Verbleib der Funde
Die Skulpturen des Tell Halaf galten nach dem Zweiten Weltkrieg lange Zeit als zerstört oder verschollen, da britische Bomber das Tell-Halaf-Museum von Oppenheim in Berlin 1943 in Brand gesetzt hatten. Durch Zufall wurden sie in den 1990er Jahren in einem Depotraum des Pergamonmuseums wiederentdeckt und anschließend restauriert. Es wurde geplant, die Restaurierung so zu gestalten, dass der Eingang des Pergamonmuseums mit den Originaleingangsskulpturen des aramäischen Tempels bestückt werden sollte.
Seit 2001 wurden die Trümmer restauriert. 30 Bildwerke sind wieder erstanden, dazu weitere Architektur und Werksteine. Dabei waren 27.000 Fragmente zu sortieren und zu identifizieren. Im Jahr 2011 wurden die „Geretteten Götter“ im Rahmen einer Sonderausstellung im Berliner Pergamonmuseum präsentiert.

## Ausstellungen
- 2011:  Von Kairo zum Tel Halaf. Die Fotosammlung Max von Oppenheim, Museum für Fotografie (Berlin)
- 2011: Die geretteten Götter, Pergamonmuseum, Berlin
- 2014: Abenteuer Orient: Max von Oppenheim und seine Entdeckung des Tell Halaf, Bundeskunsthalle, Bonn[9]

## Publikationen
- Projekt eines Plantagen-Unternehmens in Handei (Usambara) in Deutsch-Ostafrika. 1894 (als Manuskript gedruckt).
- Vom Mittelmeer zum Persischen Golf, durch den Hauran, die syrische Wüste und Mesopotamien. Bd. 1–2. Berlin 1899, 1900. Französisch als: Voyage en Syrie et en Mesopotamie, de Damas a Bagdad. Trad. et résumé par Jacottet. Paris 1900.
- Rabeh und das Tschadseegebiet. Berlin 1902.
- Zur Entwicklung des Bagdadbahngebietes und insbesondere Syriens und Mesopotamiens unter Nutzanwendung amerikanischer Erfahrungen. Berlin 1904 (als Manuskript gedruckt).
- Der Tell Halaf und die verschleierte Göttin. In: Der alte Orient, 10/1 (1908).
- Inschriften aus Syrien, Mesopotamien und Kleinasien. Gesammelt im Jahre 1899. 3 Bände. (= Beiträge zur Assyriologischen und Semitischen Sprachwissenschaft. Bd. 7). Bd. I: Arabische Inschriften. Bearbeitet von Dr. Max van Berchem. Leipzig 1909. Bd. II: Syrische Inschriften. Bearbeitet von Bernhard Moritz. Leipzig 1913. Bd. III: Hebräische Inschriften. Bearbeitet von Julius Euting. Leipzig 1913.
- Die Revolutionierung der islamischen Gebiete unserer Feinde. 1914.
- Die türkische Nachrichtensaal-Organisation der Nachrichtenstelle der Kaiserlichen Botschaft in Istanbul im Dienste deutscher Werbearbeit im Orient. Berlin 1914.
- Die Nachrichtensaal-Organisation und die wirtschaftliche Propaganda in der Türkei, ihre Übernahme durch den deutschen Überseedienst. Berlin 1917.
- Die Entwicklung der Machtverhältnisse in Inner- und Nordarabien. Berlin 1919.
- Beduinen- und andere Stämme in Syrien, Mesopotamien, Nord- und Mittelarabien. Berlin 1919.
- Glories of Tell Halaf – a Great Discovery. In: The Illustrated London News. No. 4775 und 4776 Okt.–Nov. 1930.
- The Oldest Monumental Statues in the World. A Great Discovery in Mesopotamia. In: The Illustrated London News. No. 4804, 1931.
- Der Tell Halaf, eine neue Kultur im ältesten Mesopotamien. Leipzig 1931. Englisch als: Tell Halaf. A New Culture in Oldest Mesopotamia. Übersetzung von Gerald Wheeler. London 1932; London/New York 1933. Französisch als: Tell Halaf, la plus ancienne capitale subaréenne de Mésopotamie. Paris 1933.
- Führer durch das Tell Halaf Museum. Berlin 1934.
- Tell Halaf, une civilisation retrouvée en Mésopotamie. Edition française complétée par l’auteur, Übersetzung von J. Marty, Paris 1939.
- Die Beduinen. Unter Mitbearbeitung von Erich Bräunlich und Werner Caskel. Bd. I: Die Beduinenstämme in Mesopotamien und Syrien. Leipzig 1939. Bd. II: Die Beduinenstämme in Palästina, Transjordanien, Sinai, Hedjaz. Leipzig 1944. Band III: Die Beduinenstämme in Nord- und Mittelarabien und im Iraq. Bearb. und hrsg. von Werner Caskel, Wiesbaden 1952. Bd. IV: Register und Literaturverzeichnis. Bearb. und hrsg. von Werner Caskel, Wiesbaden 1968.
- Die Inschriften vom Tell Halaf. Keilschrifttexte und aramäische Urkunden aus einer assyrischen Provinzhauptstadt. Herausgegeben und bearbeitet von Johannes Friedrich, Gerhard Rudolf Meyer, Arthur Ungnad, Ernst Friedrich Weidner, Archiv für Orientforschung Beiheft 6 (1940).
- Geschichte der Familie Engels in Köln und Hartung in Mayen. Dresden 1943 (als Manuskript gedruckt).
- Meine Forschungsreisen in Obermesopotamien. Karte 1:500.000 mit Begleitworten und Ortsnamenverzeichnis. Berlin 1943 (Sonderheft 21/22 zu den Nachrichten aus dem Reichsvermessungsdienst).
- Tell Halaf. Band I: Die prähistorischen Funde. Bearbeitet von Hubert Schmidt. Mit einer Einleitung zum Gesamtwerk von Max Frh. von Oppenheim. Berlin 1943. Band II: Die Bauwerke, von Felix Langenegger, Karl Müller, Rudolf Naumann. Bearbeitet und ergänzt von Rudolf Naumann. Berlin 1950. Band III: Die Bildwerke. Bearbeitet und herausgegeben von Anton Moortgat, Berlin 1955. Band IV: Die Kleinfunde aus historischer Zeit. Bearbeitet und herausgegeben von Barthel Hrouda, Berlin 1962.
- Denkschrift betreffend die Revolutionierung der islamischen Gebiete unserer Feinde. Verlag Das Kulturelle Gedächtnis, Berlin 2018, ISBN 978-3-946990-20-8; Rezension von Ulrike Freitag in der Frankfurter Allgemeinen Zeitung vom 12. August 2018 (online).